# Ciclovías en Lima y Callao

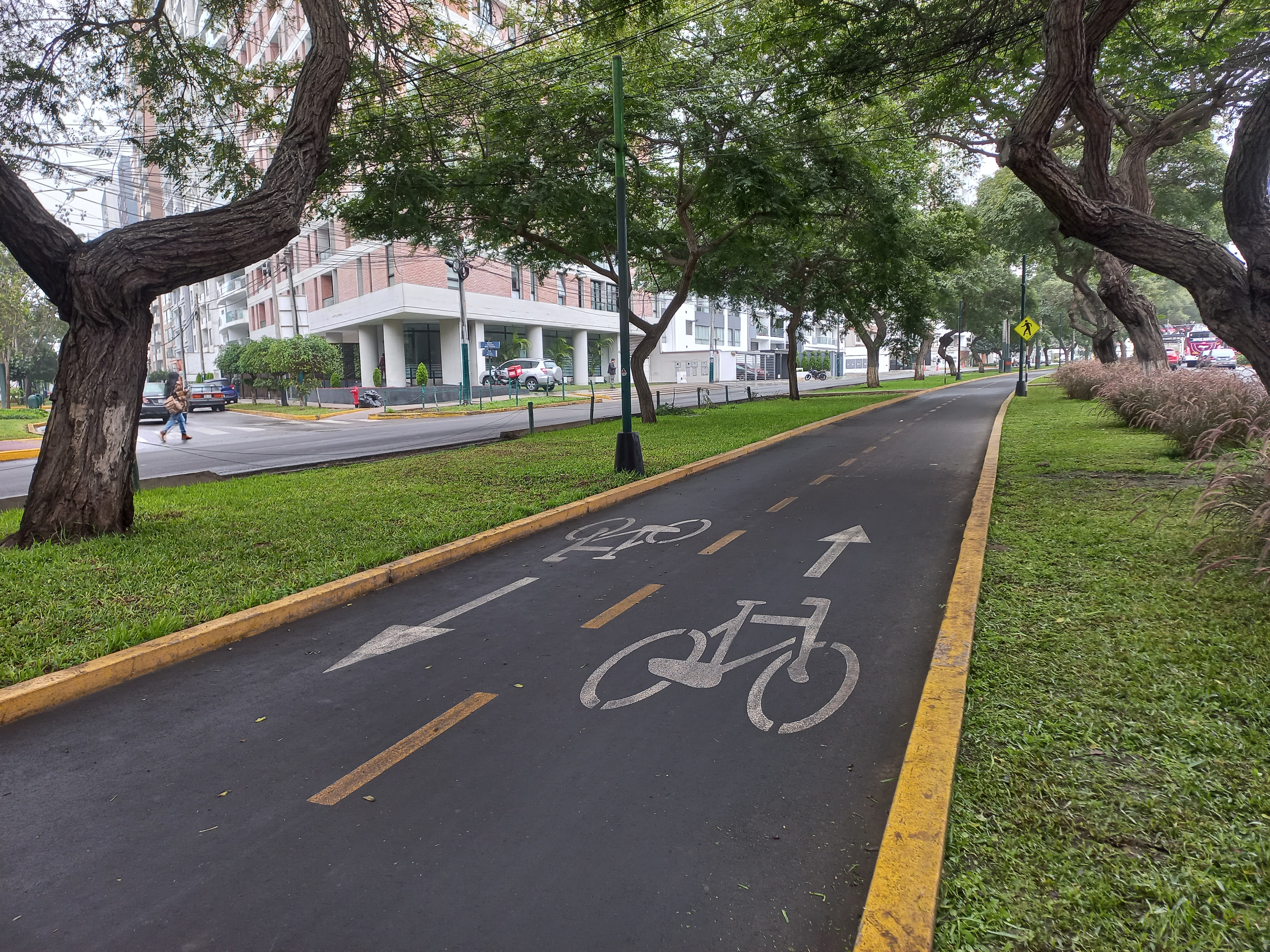
Ciclovía de la avenida Salaverry

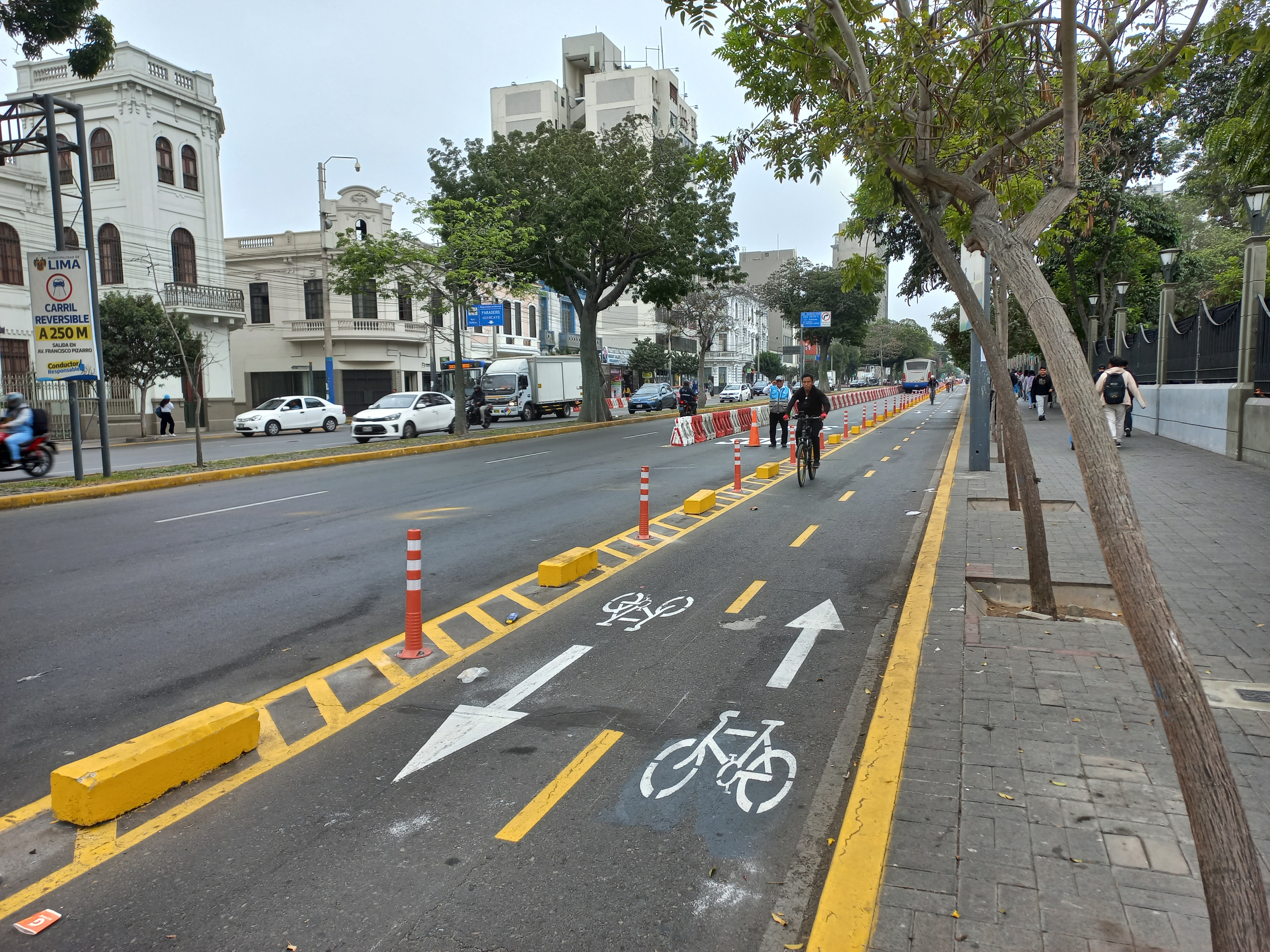
Ciclovía de la avenida Garcilaso de la Vega

Las ciclovías en Lima y Callao conforman una red de infraestructura urbana de micromovilidad que, hasta noviembre de 2021, contaba con una extensión de 294.35 kilómetros, según un reporte de la municipalidad de Lima.
En vías metropolitanas, su construcción y mantenimiento está a cargo de Ciclolima, una entidad dependiente de la municipalidad de Lima. Otras ciclovías están a cargo de los municipios de los diversos distritos de la ciudad.

## Historia

Logotipo para los vehículos no motorizados en Lima y Callao, asignada por la ATU en 2022.

La primera ciclovía limeña fue inaugurada en 1989 por el entonces alcalde Ricardo Belmont. Se extendía a lo largo del trazado de la carretera Panamericana, desde el actual puente que cruza la avenida Benavides hasta las cercanías del centro de la ciudad. Sin embargo, esta ciclovía desapareció con el transcurrir de los años.
En 1992, se implementó la ciclovía de la avenida Arequipa, que actualmente es una de las más transitadas de la ciudad. Unos años después fue inaugurada la ciclovía de la avenida Salaverry. Ambas se ubican a lo largo de las bermas centrales de dichas avenidas.
En 1996, durante la gestión municipal de Alberto Andrade, se impulsó un proyecto financiado por el Banco Mundial con el que se construyeron otras grandes ciclovías: las de las avenidas Universitaria, Colonial y Tomás Valle.

## Ciclovías
| Ciclovía                                     | Inicio                                              | Fin                                       | Longitud |
| -------------------------------------------- | --------------------------------------------------- | ----------------------------------------- | -------- |
| Circuito de playas de la Costa Verde         | Bajada Escardó (San Miguel)                         | Playa Agua Dulce (Chorrillos)             | 18 km    |
| Avenida Universitaria                        | Av. Metropolitana (Comas)                           | Av. La Marina (San Miguel)                | 14.7 km  |
| Antigua Panamericana Sur                     | Calle Los Pulpos (Punta Hermosa)                    | Av. Santa María (Santa María del Mar)     | 12.5 km  |
| Avenida Defensores del Morro                 | Malecón Grau (Chorrillos)                           | Calle Barlovento (Villa El Salvador)      | 9.5 km   |
| Avenida Colonial                             | Plaza 2 de Mayo (Lima)                              | Av. Guardia Chalaca (Callao)              | 9.3 km   |
| Avenida Arequipa                             | Av. 28 de Julio (Lima)                              | Óvalo de Miraflores (Miraflores)          | 6.1 km   |
| Avenida Tomás Valle                          | Av. Túpac Amaru (Independencia)                     | Av. Elmer Faucett (Callao)                | 6.1 km   |
| Avenida Alameda del Corregidor               | Av. La Molina (La Molina)                           | Av. Prolongación Los Fresnos (La Molina)  | 5.6 km   |
| Avenidas Habich - José Granda - Dominicos    | Av. Túpac Amaru (SMP)                               | Av. Tomás Valle (Callao)                  | 5.2 km   |
| Avenida Mariano Pastor Sevilla               | Calle Los Olivos (Villa El Salvador)                | Av. 200 Millas (Villa El Salvador)        | 5 km     |
| Avenida Salaverry                            | Av. 28 de Julio (Lima)                              | Av. del Ejército (San Isidro)             | 4.9 km   |
| Avenida Canadá                               | Av. Paseo de la República (Lince)                   | Av. Circunvalación (San Luis)             | 4.7 km   |
| Avenidas Lima - Las Flores - Canto Grande    | Av. Próceres de la Independencia (SJL)              | Av. Jorge Basadre (SJL)                   | 4.5 km   |
| Avenidas Pizarro - Túpac Amaru               | Av. Prolongación Tacna (Rímac)                      | Av. Tomás Valle (Independencia)           | 4.5 km   |
| Avenida Morales Duárez                       | Jirón Fermín del Castillo (Carmen de La Legua)      | Jirón Chota (Callao)                      | 4.4 km   |
| Malecón de Miraflores                        | Puente de la Amistad (Miraflores)                   | Avenida Armendáriz (Miraflores)           | 4.2 km   |
| Avenida Los Alisos                           | Av. Túpac Amaru (Independencia)                     | Av. Canta Callao (SMP)                    | 4.1 km   |
| Avenidas Garcilaso de la Vega - Tacna        | Av. 28 de Julio (Lima)                              | Av. Samuel Alcázar (Rímac)                | 4 km     |
| Avenidas San Borja Sur - Esmeralda           | Jirón Fray Luis de León (San Borja)                 | Av. Velasco Astete (San Borja)            | 3.8 km   |
| Avenidas Sánchez Carrión - La Marina         | Av. Salaverry (Jesús María)                         | Av. Universitaria (San Miguel)            | 3.5 km   |
| Avenida San Borja Norte - Calle 20           | Jirón Fray Luis de León (San Borja)                 | Av. Buena Vista (San Borja)               | 3.5 km   |
| Avenida Pedro Miotta                         | Av. Belisario Suárez (SJM)                          | Club zonal Huayna Cápac (SJM)             | 3.4 km   |
| Avenida Guardia Civil                        | Jirón Luis Dextre Echaiz (Surco)                    | Avenida Defensores del Morro (Chorrillos) | 3.4 km   |
| Avenida La Playa                             | Calle A2 (Ventanilla)                               | Malecón Costa Azul (Ventanilla)           | 3.2 km   |
| Avenida Aviación                             | Av. Canadá (San Borja)                              | Av. Angamos (San Borja)                   | 3.1 km   |
| Avenidas Las Palmeras - Mayolo               | Av. Naranjal (Los Olivos)                           | Av. Universitaria (Los Olivos)            | 3.1 km   |
| Avenida Carlos Izaguirre                     | Av. Túpac Amaru (Independencia)                     | Av. Universitaria (Los Olivos)            | 2.9 km   |
| Avenida Alameda Sur                          | Av. Defensores del Morro (Chorrillos)               | Av. Costa Negra (Chorrillos)              | 2.8 km   |
| Avenida Argentina                            | Jirón Rodolfo Beltrán (Lima)                        | Av. Universitaria (Lima)                  | 2.7 km   |
| Avenida Guardia Chalaca                      | Óvalo Saloom (La Perla)                             | Plaza Garibaldi (Callao)                  | 2.7 km   |
| Avenida Sáenz Peña - Jirón Adolfo King       | Av. Guardia Chalaca (Callao)                        | Jirón Manco Cápac (Callao)                | 2.4 km   |
| Avenidas Huarochirí - Melgarejo              | Av. Separadora Industrial (La Molina)               | Av. La Molina (La Molina)                 | 2.4 km   |
| Avenida El Sol                               | Av. Separadora Industrial (Villa El Salvador)       | Av. Magisterio (Villa El Salvador)        | 2.4 km   |
| Avenida Manuel Villarán                      | Av. Tomás Marsano (Surquillo)                       | Av. Aviación (Surquillo)                  | 0.81 km  |
| Avenida Francisco Javier Mariátegui          | Av. Arequipa (Lima)                                 | Av. Brasil (Jesús María)                  | 2.3 km   |
| Avenida Metropolitana                        | Av. Colectora Industrial (Santa Anita)              | Av. 22 de Julio (Santa Anita)             | 2.2 km   |
| Avenida Raúl Ferrero                         | Av. Alameda del Corregidor (La Molina)              | Av. Manuel Prado Ugarteche (La Molina)    | 2.2 km   |
| Avenida Dos de Mayo - Calle Barcelona        | Av. Arequipa (San Isidro)                           | Av. Salaverry (San Isidro)                | 2.1 km   |
| Avenida Los Precursores                      | Av. Parque de las Leyendas (San Miguel)             | Av. Los Insurgentes (San Miguel)          | 2 km     |
| Avenida Chorrillos - Malecón Grau            | Jirón Independencia (Chorrillos)                    | Pasaje García (Chorrillos)                | 2 km     |
| Jirones Belisario Flores - Bartolomé Herrera | Av. Salaverry (Jesús María)                         | Av. Paseo de la República (Lince)         | 2 km     |
| Avenida Víctor Malásquez                     | Calle 38 (Pachacámac)                               | Calle Las Palmeras (Pachacámac)           | 1.9 km   |
| Avenida Dinthilac - Jirón Espinar            | Av. La Mar (San Miguel)                             | Av. Costanera (San Miguel)                | 1.8 km   |
| Avenda Costanera                             | Pasaje San Luis (San Miguel)                        | Calle Maranga (San Miguel)                | 1.8 km   |
| Parque Santa Rosa - Parque de la Muralla     | Jirón Conde de Superunda (Lima)                     | Parque de la Muralla (Lima)               | 1.8 km   |
| Avenida Jorge Basadre                        | Av. Canto Grande (SJL)                              | Av. Santa Rosa de Lima (SJL)              | 1.7 km   |
| Avenida Los Tusílagos                        | Av. Las Flores (SJL)                                | Av. Santa Rosa de Lima (SJL)              | 1.6 km   |
| Pentagonito                                  | Av. Esmeralda (San Borja)                           | Calle 20 (San Borja)                      | 1.6 km   |
| Avenida Bausate y Meza                       | Av. Manco Cápac (La Victoria)                       | Jirón Huánuco (La Victoria)               | 1.5 km   |
| Avenida Los Postes                           | Av. Las Flores (SJL)                                | Av. Santa Rosa de Lima (SJL)              | 1.5 km   |
| Avenida Larco                                | Óvalo de Miraflores (Miraflores)                    | Malecón de la Reserva (Miraflores)        | 1.4 km   |
| Avenida Los Jardines                         | Av. Las Flores (SJL)                                | Av. Santa Rosa de Lima (SJL)              | 1.4 km   |
| Avenida Javier Prado Oeste                   | Av. Salaverry (San Isidro)                          | Av. Brasil (Magdalena del Mar)            | 1.4 km   |
| Avenida Los Patriotas                        | Av. Los Insurgentes (San Miguel)                    | Av. Rafael Escardó (San Miguel)           | 1.4 km   |
| Avenida Huarochirí                           | Av. Nicolás de Ayllón (Santa Anita)                 | Av. Metropolitana (Santa Anita)           | 1.3 km   |
| Avenida San Hilarión                         | Av. Canto Grande (SJL)                              | Av. Jorge Basadre (SJL)                   | 1.3 km   |
| Avenidas Juan de Arona - Paz Soldán          | Av. Paseo de la República (San Isidro)              | Av. Camino Real (San Isidro)              | 1.2 km   |
| Avenida Bailetti - Jirón Velezmoro           | Av. San Luis (San Borja)                            | Av. Circunvalación (San Borja)            | 1.2 km   |
| Avenida Santa Rosa de Lima                   | Av. Los Jardines (SJL)                              | Av. Jorge Basadre (SJL)                   | 1.2 km   |
| Avenida Aurelio García y García              | Av. Colonial (Lima)                                 | Av. Venezuela (Lima)                      | 1.1 km   |
| Avenida Pío XII - Calles Hidalgo - Sara Sara | Av. Los Insurgentes (San Miguel)                    | Calle Pumacurco (San Miguel)              | 1.1 km   |
| Avenida Pacífico                             | Av. La Marina (La Perla)                            | Av. Callao (La Perla)                     | 1.1 km   |
| Avenida Angélica Gamarra                     | Av. Universitaria (Los Olivos)                      | Av. Tomás Valle (SMP)                     | 1 km     |
| Avenida Prolongación Alcázar                 | Av. Morro de Arica (Rímac)                          | Condomios Las Lomas del Rímac (Rímac)     | 1 km     |
| Jirón Prolongación Cuzco                     | Av. Brígida Silva (San Miguel)                      | Jirón Mariscal Castilla (San Miguel)      | 1 km     |
| Avenida Los Insurgentes                      | Av. Pío XII (San Miguel)                            | Av. Los Patriotas (San Miguel)            | 1 km     |
| Avenida Joaquín de la Madrid                 | Av. Aviación (San Borja)                            | Av. San Luis (San Borja)                  | 1 km     |
| Avenida Principal                            | Av. Angamos (Surquillo)                             | Av. Manuel Villarán (Surquillo)           | 1 km     |
| Avenida Diagonal - Malecón Balta             | Óvalo de Miraflores (Miraflores)                    | Calle Bolognesi (Miraflores)              | 1 km     |
| Calle Los Libertadores                       | Calle Choquehuanca (San Isidro)                     | Avenida Pardo y Aliaga (San Isidro)       | 0.9 km   |
| Calles Amador Merino Reyna - Olavide         | Av. Las Begonias (San Isidro)                       | Calle Las Casas (San Isidro)              | 0.9 km   |
| Avenida Buena Vista                          | Av. Primavera (San Borja)                           | Av. Bielovucic (San Borja)                | 0.8 km   |
| Jirón Paseo del Bosque                       | Av. San Borja Norte (San Borja)                     | Av. San Borja Sur (San Borja)             | 0.8 km   |
| Jirón San Cristóbal                          | Av. Paseo de la República (La Victoria)             | Jirón Mendoza Merino (La Victoria)        | 0.8 km   |
| Jirón Mariscal Castilla                      | Jirón Prolongación Cuzco (San Miguel)               | Av. Bertolotto (San Miguel)               | 0.8 km   |
| Parque Gonzáles Prada                        | Jirón Daniel Hernández (Magdalena del Mar)          | Jirón Inclán (Magdalena del Mar)          | 0.8 km   |
| Avenida Los Parques - Jirón Los Lirios       | Calle Elías Aguirre (Ate)                           | Calle Abraham Valderomar (Ate)            | 0.8 km   |
| Avenida Canaval y Moreyra                    | Av. Paseo de la República (San Isidro)              | Calles 21 y 41 (San Isidro)               | 0.8 km   |
| Calles El Bosque - Ollanta - Jorge Basadre   | Av. Paz Soldán (San Isidro)                         | Av. Arequipa (San Isidro)                 | 0.7 km   |
| Avenida Bertolotto                           | Jirón Mariscal Castilla (San Miguel)                | Jirón Yungay (San Miguel)                 | 0.7 km   |
| Avenida Juan Pablo II                        | Óvalo Saloom (La Perla)                             | Calle Francisco Quiroz (La Perla)         | 0.6 km   |
| Calles Andrés Reyes - Miguel Seminario       | Av. Rivera Navarrete (San Isidro)                   | Av. República de Panamá (San Isidro)      | 0.6 km   |
| Jirón Miguel Ángel                           | Av. Javier Prado Este (San Borja)                   | Jirón Boccioni (San Borja)                | 0.6 km   |
| Avenida Ricardo Malachowsky                  | Av. Angamos (San Borja)                             | Av. José Gálvez Barrenechea (San Borja)   | 0.6 km   |
| Avenida Militar                              | Jirón Emilio Althaus (Lince)                        | Jirón Mariscal Las Heras (Lince)          | 0.6 km   |
| Avenida Rivera Navarrete                     | Av. Javier Prado (San Isidro)                       | Av. Juan de Arona (San Isidro)            | 0.5 km   |
| Avenida República de Colombia                | Plaza Vencedores de Tarapacá (San Isidro)           | Av. Paseo de la República (San Isidro)    | 0.5 km   |
| Jirón Matier                                 | Av. San Borja Norte (San Borja)                     | Jirón Fray Luis de León (San Borja)       | 0.5 km   |
| Avenida Paul Linder                          | Av. Aviación (San Borja)                            | Jirón Eduardo Ordóñez (San Borja)         | 0.5 km   |
| Calle San Martín                             | Av. Larco (Miraflores)                              | Malecón 28 de Julio (Miraflores)          | 0.4 km   |
| Avenida José Gálvez Barrenechea              | Av. Angamos (San Borja)                             | Jirón Claudio Galeno (San Borja)          | 0.4 km   |
| Calle de las Letras                          | Av. del Aire (San Borja)                            | Av. Aviación (San Borja)                  | 0.4 km   |
| Avenida de la Poesía                         | Av. Canadá (San Borja)                              | Av. Javier Prado Este (San Borja)         | 0.4 km   |
| Avenida de la Arqueología                    | Av. Canadá (San Borja)                              | Av. Javier Prado Este (San Borja)         | 0.4 km   |
| Avenida del Pinar                            | Calle La Florencia (San Borja)                      | Av. Primavera (San Borja)                 | 0.4 km   |
| Jirón Francisco Lazo                         | Jirón Bartolomé Herrera (Lince)                     | Jirón Mariscal Las Heras (Lince)          | 0.4 km   |
| Jirón Inca Huasi                             | Jirón Sara Sara (San Miguel)                        | Av. Los Precursores (San Miguel)          | 0.4 km   |
| Avenida Bolognesi                            | Av. Alfredo Mendiola (Independencia)                | Av. Industrial (Independencia)            | 0.4 km   |
| Avenida Las Gaviotas                         | Av. Prolongación Paseo de la República (Chorrillos) | Av. Defensores del Morro (Chorrillos)     | 0.3 km   |
| Avenida Brígida Silva                        | Jirón Prolongación Cuzco (San Miguel)               | Av. del Pacífico (San Miguel)             | 0.3 km   |
| Avenida La Mar                               | Av. Parque de las Leyendas (San Miguel)             | Av. Dinthilac (San Miguel)                | 0.3 km   |
| Avenida Camino Real                          | Av. Paz Soldán (San Isidro)                         | Calle Choquehuanca (San Isidro)           | 0.3 km   |
| Calle Manuel Fuentes                         | Av. Juan de Arona (San Isidro)                      | Calle Andrés Reyes (San Isidro)           | 0.2 km   |
| Pasaje 26 - Óvalo Quiñones                   | Calle Ricardo Angulo (San Isidro)                   | Av. José Gálvez Barrenechea (San Borja)   | 0.2 km   |
| Jirón Frederic Remington                     | Av. José Gálvez Barrenechea (San Borja)             | Av. San Borja Sur (San Borja)             | 0.2 km   |
| Calle María Parado de Bellido                | Av. Arequipa (Miraflores)                           | Calle Independencia (Miraflores)          | 0.2 km   |
| Calle Venecia                                | Calle Bolognesi (Miraflores)                        | Malecón Cisneros (Miraflores)             | 0.1 km   |
| Calle Ricardo Palma                          | Av. Arequipa (San Isidro)                           | Av. El Bosque (San Isidro)                | 0.1 km   |
| Calle Azucenas                               | Av. Juan de Arona (San Isidro)                      | Calle Augusto Tamayo (San Isidro)         | 0.1 km   |